# Аврора (Marvel Comics)
Аврора (англ. Aurora), справжнє ім'я — Жанна-Марі Боб'є (фр. Jeanne-Marie Beaubier) — вигадана канадська супергероїня з коміксів  американського видавництва Marvel Comics.

## Історія публікації
Перша поява Аврори відбулася в коміксі «The Uncanny X-Men» #120 як членкині Загону Альфа. Вигадана Джоном Бірном і Крісом Клермонтом.

## Вигадана біографія
Жанна-Марі Боб'є народилася в Монреалі, Квебеку, Канада. Вона та її брат-близнюк Жан-Поль були розділені у дитинстві після того, як їхні батьки померли. Жана-Поля усиновили містер та місис Луї Мартін, їхні родичі по матері. Мартіни подбали, щоб вона була вихована в релігійній Школі мадам Дюпонт для дівчаток у Левеллі. Пізніше Мартіни переїхали до Північного Квебеку. Вони загинули внаслідок нещасного випадку через кілька років, і Жан-Поль потрапив у нерідну сім'ю, яка не знала, що у нього була сестра.
Надзвичайно замкнута дівчинка, Жанна-Марі Боб'є була нещасна в Школі мадам Дюпонт і у 13 років зробила спробу самогубства, кинувшись з даху однієї з будівель школи. Замість того, щоб упасти, Боб'є виявила, що вона вміє літати на великій швидкості. Не усвідомлюючи, що вона була мутанткою, дуже релігійна Боб'є вважала, що її політ був результатом божественного дива. Наступного ранку вона пояснила директоркам школи, що трапилося. Вважаючи, що дівчина винна у богохульстві, директорки суворо покарали її. Цей інцидент спровокував роздвоєння особистості Жанни-Марі; з'явилася друга індивідуальність, вільніша. Під впливом цієї другої індивідуальності Боб'є таємно покинула школу тієї ж ночі. Повернувшись через три дні, вона не мала жодного уявлення про те, де вона була або що зробила, і її знову фізично покарали. Отримана травма була настільки сильною, що Боб'є придушила свою другу особистість.

## Поза коміксами

### Телебачення
- Аврора з'являлась у мультсеріалі «Люди Ікс» у таких епізодах: «Острів рабів»[2], «Старий борг»[3].